# Cercidospora crozalsiana
Cercidospora crozalsiana är en lavart som först beskrevs av Henri Jacques François Olivier, och fick sitt nu gällande namn av Père Navarro-Rosinés. Cercidospora crozalsiana ingår i släktet Cercidospora, klassen Dothideomycetes, divisionen sporsäcksvampar och riket svampar. Arten är reproducerande i Sverige.